# Надточії
Надто́чії (в минулому — Куряж, потім — Надточіїв) — село в Україні, у Пісочинській громаді Харківського району Харківської області. Населення становить 768 осіб. Колишній орган місцевого самоврядування — Пісочинська селищна рада.

## Географія
Село Надточії знаходиться на лівому березі річки Уда, у місці впадання в неї річки Куряж. Вище за течією примикає смт Солоницівка, нижче за течією примикає село Подвірки (Дергачівський район), на протилежному березі — смт Пісочин. До села примикає залізнична гілка, станція Куряж. Поруч проходить автомобільна дорога Р46.

## Історія
За даними на 1864 рік у казеному селі Куряж Пересічнянської волості Харківського повіту, мешкало 148 осіб (76 чоловічої статі та 72 — жіночої), налічувалось 17 дворових господарств.

## Населення

### Мова
Розподіл населення за рідною мовою за даними :
| Мова            | Кількість | Відсоток |
| --------------- | --------- | -------- |
| українська      | 615       | 80.08%   |
| російська       | 140       | 18.23%   |
| вірменська      | 9         | 1.17%    |
| білоруська      | 1         | 0.13%    |
| інші/не вказали | 3         | 0.39%    |
| Усього          | 768       | 100%     |